# Tomáš Solil
Tomáš Solil, né le 1er février 2000 en Tchéquie, est un footballeur tchèque qui joue au poste de milieu central au FK Pardubice.

## Biographie

### Carrière en club
Tomáš Solil est formé au FK Pardubice, où il commence sa carrière professionnelle en deuxième division tchèque. Il s'impose comme un élément important de l'équipe première et participe à la montée du club en première division à l'issue de la saison 2019-2020.
Il joue son premier match en première division tchèque le 23 août 2020, contre le FK Jablonec, lors de la première journée de la saison 2020-2021. Il est titulaire et son équipe s'incline (1-0).
Le 31 juillet 2021, il inscrit son premier but en première division tchèque, sur la pelouse du Sigma Olomouc. Il ne peut toutefois empêcher la défaite de son équipe, 3-2.
Le 23 avril 2022, Solil se fait remarquer en donnant la victoire à son équipe en championnat face au FK Jablonec en étant l'unique buteur du match.

### En équipe nationale
Tomáš Solil joue six matchs avec l'équipe de Tchéquie des moins de 17 ans, tous en 2016. Il fait sa première apparition le 9 février contre la Pologne. Son équipe est battue par trois buts à un ce jour-là.
Avec les moins de 19 ans, il participe au championnat d'Europe des moins de 19 ans en 2019. Lors de cette compétition organisée en Arménie, il joue deux matchs. Il se met en évidence en délivrant une passe décisive contre l'Irlande. Avec un bilan d'un nul et deux défaites, la Tchéquie ne dépasse pas le premier tour.
Tomáš Solil joue son premier match avec l'équipe de Tchéquie espoirs contre la Slovénie, le 2 septembre 2021. Il est titularisé et joue l'intégralité de cette rencontre qui se solde par la victoire des siens (1-0).
Tomáš Solil est convoqué pour la première fois en septembre 2020 avec l'équipe nationale de Tchéquie contre l'Écosse le 7 septembre. Il fait partie des nommés pour remplacer les nombreux joueurs testés positifs au covid. Il ne joue toutefois pas cette rencontre, restant sur les bancs des remplaçants. Les Tchèques s'inclinent sur le score de deux buts à un ce jour-là.